# Ullá
Ullá (oficialmente y en catalán Ullà) es un municipio español situado en la comarca del Bajo Ampurdán de la provincia de Gerona, Cataluña. Por sus terrenos corre el río Ter y con un sector montañoso por el Macizo del Montgrí.

## Historia
Perteneció a los condes de Ampurias y después pasó al obispado de Gerona. En sus calles conserva antiguos edificios góticos y renacentistas de su pasado medieval. 
La iglesia de Santa María es neoclásica y está construida sobre otra edificación anterior románica de 1362, con la advocación de San Andrés, de la cual se conserva una pequeña parte del ábside. En su interior se puede venerar la talla policromada de la Virgen de la Fossa, románica proveniente del antiguo monasterio de Santa María de Ullà.
Cerca de aquí encontramos la ermita de Santa Caterina, en el macizo del Montgrí. Está en Torroella de Montgrí.

## Economía
Cultivo de cereales, hortalizas y árboles frutales, sobre todo de manzanos y melocotoneros que ha hecho fundar en la población la Cooperativa de los Fructicultores de la Costa Brava.

## Entidades
- Ullá: es el casco antiguo donde se sitúa la iglesia de Santa María. Está formado por el barrio de abajo (rabal de baix en catalán) y el barrio de arriba (raval de dalt en catalán). Consta de 430 habitantes.
- La Roqueta: es la parte más nueva del municipio. Se encuentra cerca de Torroella de Montgrí. Consta de 516 habitantes.

## Demografía
Ullá cuenta con una población de 1219 habitantes (INE 2024).
| Gráfica de evolución demográfica de Ullá entre 1842 y 2021                                                          |
| |
| Población de derecho según los censos de población del INE Población de hecho según los censos de población del INE |

| Nacionalidad | Hombres | Mujeres | Total | %      | Proporción |
| ------------ | ------- | ------- | ----- | ------ | ---------- |
| Española     | 415     | 385     | 800   | 66.9 % |            |
| Extranjera   | 240     | 155     | 395   | 33.0 % |            |

Según las estadísticas de Cataluña más del 39 % de la población es de origen Norte Africano (Marroquíes especialmente) y Ecuatoriano.

| 1497 | 1515 | 1553 | 1717 | 1787 | 1857 | 1877 | 1887 | 1900 |
| ---- | ---- | ---- | ---- | ---- | ---- | ---- | ---- | ---- |
| 64   | 44   | 55   | 168  | 300  | 520  | 495  | 454  | 360  |

| 1910 | 1920 | 1930 | 1940 | 1950 | 1960 | 1970 | 1981 | 1990 |
| ---- | ---- | ---- | ---- | ---- | ---- | ---- | ---- | ---- |
| 399  | 453  | 442  | 434  | 433  | 389  | 443  | 846  | 736  |

| 1992 | 1994 | 1996 | 1998 | 2000 | 2002 | 2004 | 2006  | — |
| ---- | ---- | ---- | ---- | ---- | ---- | ---- | ----- | - |
| 710  | 722  | 787  | 803  | 814  | 880  | 917  | 1.039 | — |

### Población por núcleos
Desglose de población según el Padrón Continuo por Unidad Poblacional del INE.
| Núcleos    | Habitantes (2014) | Varones | Mujeres |
| ---------- | ----------------- | ------- | ------- |
| La Roqueta | 543               | 309     | 234     |
| Ullá       | 510               | 276     | 234     |

## Administración
| Periodo   | Nombre           | Partido  |
| --------- | ---------------- | -------- |
| 2011-2015 | Josep López Ruiz | PSC-PSOE |
| 2015-2019 | Josep López Ruiz | PSC-PSOE |

### Evolución de la deuda viva
El concepto de deuda viva contempla solo las deudas con cajas y bancos relativas a créditos financieros, valores de renta fija y préstamos o créditos transferidos a terceros, excluyéndose, por tanto, la deuda comercial.
| Gráfica de evolución de la deuda viva del ayuntamiento entre 2008 y 2014                             |
| |
| Deuda viva del ayuntamiento en miles de Euros según datos del Ministerio de Hacienda y Ad. Públicas. |

La deuda viva municipal por habitante en 2014 ascendía a 205,13 €.

## Fiestas
- Medianos de julio, «Festa Major» (Fiesta Mayor). Dedicada a Santa Magdalena
- 10 de septiembre, «Festa Petita» (Fiesta Pequeña). Dedicada a la Virgen de la Fossa
- Medianos de octubre, «Fira de la Poma» (Feria de la Manzana).

## Servicios
- Tiene una casa rural cerca de la montaña llamada Can Junqué. Fue construida en 1609.
- También tiene una tienda donde comprar las cosas de cada día. Para comprar otras cosas que no sean esenciales hay que ir a Torroella de Montgrí.